# Manoir de La Peignie
 (mars 2010).
Si vous disposez d'ouvrages ou d'articles de référence ou si vous connaissez des sites web de qualité traitant du thème abordé ici, merci de compléter l'article en donnant les références utiles à sa vérifiabilité et en les liant à la section « Notes et références ».
Le manoir de La Peignie est un manoir situé sur la commune de Merdrignac dans les Côtes-d'Armor. Il fut construit en 1632 sur les restes d’un château datant de 1204.

## Histoire

### Château
Le château fut construit en 1204 par le sieur de La Peignie, vicomte de Merdrignac. Il était appareillé de murailles de défenses et le mur d'enceinte se couronnait de créneaux, mâchicoulis et ouvrages défensifs. Des douves en eau entouraient l'ensemble de la construction et on y accédait par un pont-levis avec, à chaque angle, une tour de guet et un chemin de ronde. 
En 1431, la propriété échoit à Jehanne de Merdrignac, femme de Jean de Beaumanoir.
Le château fut détruit vers 1450 par les Anglais lors de la guerre de Cent Ans, sans doute incendié il fut abandonné jusqu'en 1631.

### Manoir
En 1632, des vestiges restants du château détruit, le sieur de Bois Basset entreprit l'édification du bâtiment actuel sous forme de manoir. Il s'agit d'un manoir breton des XIIIe et XVIIe siècles, aux immenses cheminées, flanqué d'un mur d'enceinte plein, en granite du pays. Comme maison forte, il servait de refuge contre les bandes de pillards ravageant la contrée à certaines époques.
Du château du XIIIe siècle ne restait qu'une pièce qui devint un cellier. Cette pièce se retrouve actuellement sous forme de salle médiévale avec une poutre à gueule de dragon et son immense cheminée du XIVe – XVe siècle. La demeure, d'une grande sobriété, est surmontée d'une toiture avec combles à croupes. Dans la cour se trouve un puits circulaire, témoin de l'histoire du château, il alimentait en eau ses habitants.